# Jacopo da Bologna

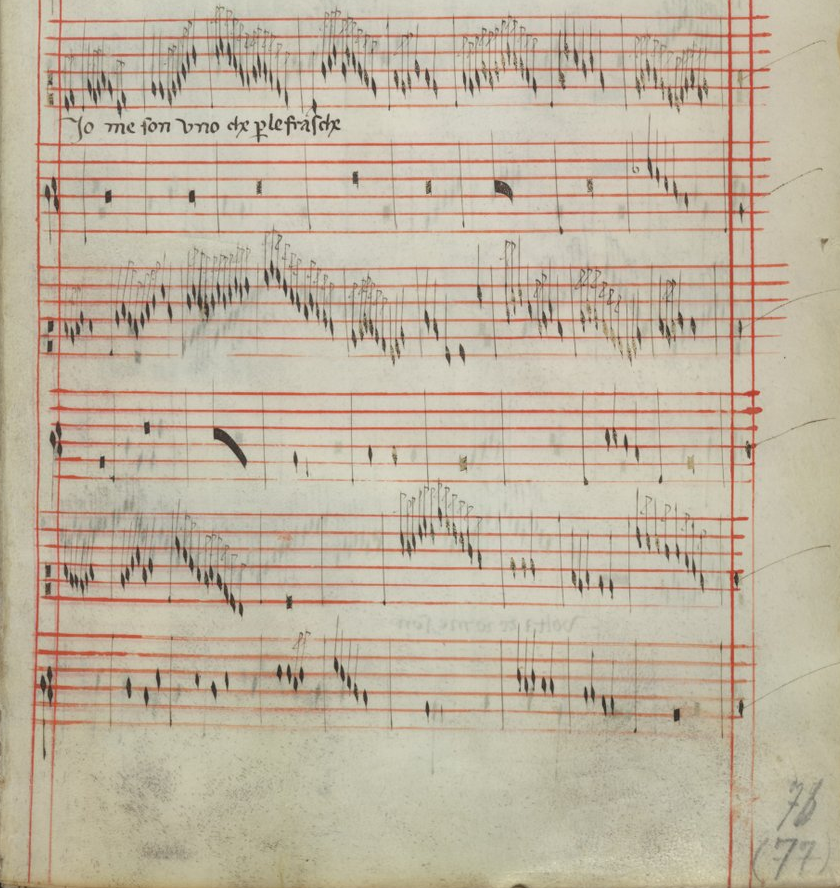
Codex Faenza, skladatelem byl Jacopo da Bologna.

Jacopo da Bologna (* před rokem 1340-1360) byl italský hudební skladatel, působící ve 14. století (trecento) v hudebním stylu období ars nova.

## Život a činnost
Byl vynikajícím harfenistou a učitelem Francesca Landiniho. Do roku 1349 působil u dvora milánských Viscontiů a v letech 1349 až 1351 u Scaligerů ve Veroně..
Byl jedním z prvních představitelů nového umění – ars nova, současník Gherardella Florentského e Giovanniho Florentského. Jacopo je znám zejména díky svým madrigalům, je však také autorem četných caccií.
Jeho madrigal Non al suo amante, zkomponovaný kolem roku 1350, je jediná soudobá skladba známá z díla Francesca Petrarcy.
Jacopův styl je charakteristický svou líbezností a linearitou melodií. Jeho nejslavnějším madrigalem je Fenice fu', zkomponovaný kolem roku 1360. 28 jeho skladeb je rovněž zachyceno ve velké sbírce hudebních skladeb 14. století, Kodexu Squarcialupi, stěžejním zdroji informací o skladatelích italské ars novy, který dlouho patřil rodině Medicejských.
Kromě hudebních skladeb se Jacopo věnoval rovněž hudební teorii, sepsal krátké pojednání L'arte del discanto misurato, které je uloženo ve florentské Medicejské knihovně..